# Zbigniew Iskrzyński
Zbigniew Iskrzyński (ur. 1919, zm. 1944) – polski podporucznik I Dywizji Pancernej gen. Maczka.

## Życiorys
Był synem aktorki Kazimiery Skalskiej. W 1939 roku ukończył I Państwowe Gimnazjum i Liceum im. Stefana Batorego w Warszawie. 
Walczył jako podporucznik w I Dywizji Pancernej gen. Maczka. Zginął w 1944 roku w bitwie pod Falaise.
Został pochowany na Polskim Cmentarzu Wojennym w Grainville-Langannerie.

## Ordery i odznaczenia
- Virtuti Militari[1]